# 巴迪尼
巴迪尼控股（英語：Padini Holdings Berhad，MYX：7052），熟称巴迪尼（PADINI）是一家位于马来西亚的投资控股公司。该公司通过各种子公司销售男女鞋和配饰、成衣、配套产品、童装、孕妇装、办公装、裤子等。其下最著名的品牌有Padini、Brands Outlet以及芬奇（VINCCI），货物主要出口至中东与东南亚国家。巴迪尼在马来西亚和世界各地共有330家独立商店、特许经营店和寄售柜台。

## 背景
其商品在零售旗舰店和概念店销售。巴迪尼概念店是一个将所有巴迪尼控股品牌都集中在一个屋檐下或“一站式购物”的概念。首家概念店于1999年在马来西亚新山的新山城市广场开业。巴迪尼控股专注于快速零售，新产品可在数周内上线。目前，其门店遍布全国各地，包括吉隆坡柏威年广场和谷中城美佳广场设有门店。

## 历史
巴迪尼于1971年以华洋服装制造公司（Hwayo Garments Manufacturers Company）的名义开始运营，隶属于服装制造和批发。1975年以旗舰品牌巴迪尼进入零售业。旗下子公司之一VINCCI成立于1986年，主营女士鞋履、包袋、腰带及其他配饰。随后数十年推出了包括MIKI、SEED、ROPÉ、P&Co .、Brands Outlet及PADINI AUTHENTICS在内的多个品牌。
1991年，Home Stores Sdn Bhd成立，控股所有涉及集团零售、批发和制造业务的公司。一年后，它更名为现在的巴迪尼控股。1995年，巴迪尼控股有限公司（Padini Holdings Sdn Bhd）转为股份有限公司，并采用巴迪尼控股有限公司的名称，并很快在当时的吉隆坡证券交易所第二板上市。
为了给集团提供电子商务服务和解决方案，Padini Dot Com Sdn Bhd在2000年时正式成立。Padini Holdings于2005年转移到马来西亚股票交易所的主板。

## 子品牌

### Brands Outlet
Brands Outlet是一家“一站式”时装店，于2007年首次亮相，汇集了各种品牌为男士、女士和儿童提供全套衣橱必备品。门店主打便利性、多样性和可负担性，以宽敞的过道和明亮的环境、易于浏览的摆设、价格低廉，着重于其对客户友好的氛围而闻名。门店不仅有售卖休闲装、职业装、内搭与配饰，还为青少年群体提供时尚套装。
- 在Brands Outlet出售的品牌：[10]
  - Garage Inc.
  - FILANTO
  - ROPÉ
  - STUDIO
  - PORTOFINO
  - INDUSTRIE CO.
  - OCEANO
  - BO accessories
  - HOTSHOTS KIDS
  - GAMESTER KIDS
  - Disney×Brands Outlet

### VINCCI
巴迪尼著名的子品牌之一。这些鞋子的品牌侧重于款式和价格实惠。这个标签的大部分鞋子都是用合成材料制成的。它还销售手表、墨镜、PVC手提包和串珠配饰。

### MIKI
这个品牌分为两个品牌，即MIKI Kids以及MIKI Maternity。MIKI Kids是为儿童设计的，而MIKI Maternity则是为爱时尚的准妈妈设计的。使用的材料包括涤纶、氨纶、棉府绸和棉尼龙。

### SEED
SEED专注于为大众设计办公装。价格也合理且具有前瞻性。该标签下的服装通常包括夹克、外套、西装、办公裤和及裙子。

### Padini Authentics
该品牌专注于优质休闲装。它针对青年细分市场。它销售套头衫、夹克、衬衫、牛仔布、卡其裤和针织品。